# Olin Browne

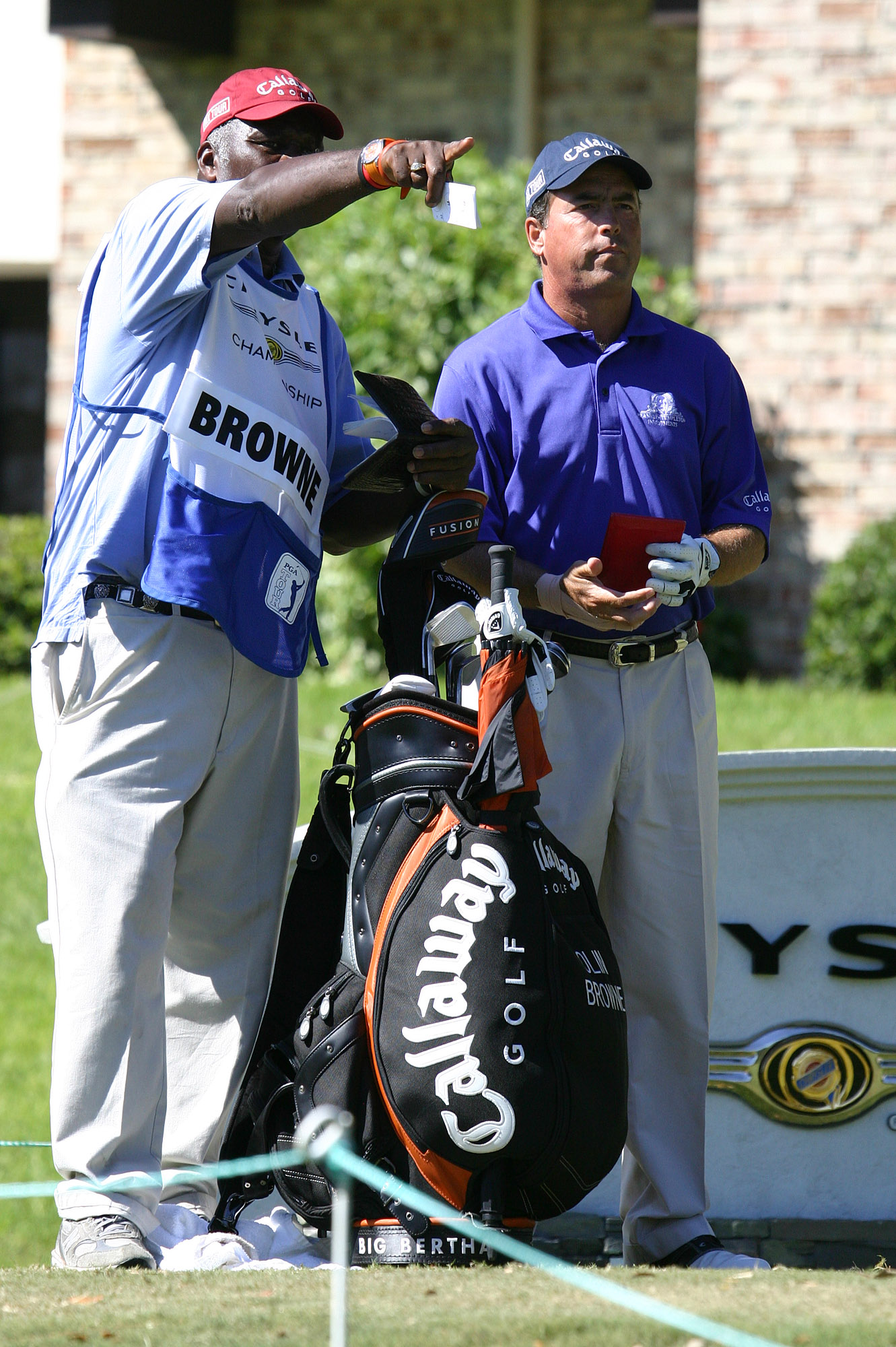
2006

Olin Browne (Washington D.C., 22 mei 1959) is een Amerikaanse golfprofessional die zowel op de Amerikaanse PGA Tour als de Champions Tour speelt..
Browne werd in 1984 professional. Hij speelde jarenlang op de Nationwide Tour, in zijn tijd nog bekend onder de namen Ben Hogan Tour en NIKE Tour. Hij behaalde daar vier overwinningen. Het Bakersfield Open won hij door Stewart Cink en Larry Mize met een birdie op de eerste play-ff hole te verslaan..  
Op de PGA Tour behaalde drie overwinningen. In 2007 was hij assistent-captain van het Ryder Cup-team.
In 2009 begon hij ook op de Chapions Tour te spelen. Twee jaar later won hij het US Senior Open met drie slagen voorsprong op Mark O'Meara.

## Gewonnen
Nationwide Tour
- 1991: Ben Hogan Bakersfield Open (-9), Ben Hogan Hawkeye Open (-14)
- 1993: NIKE Monterrey Open (-12)
- 1996: NIKE Dominion Open (-12)

PGA Tour
- 1998: Canon Greater Hartford Open (-22)
- 1999: MasterCard Colonial (-8)
- 2005: Deutsche Bank Championship (-14}

Champions Tour
- 2011: US Senior Open (-15)

Elders
- 2001: Callaway Golf Pebble Beach Invitational